# BM Scorpii
BM Scorpii (BM Sco) es una estrella variable en la constelación del Escorpión.
BM Scorpii es una supergigante anaranjada de tipo espectral K2.5I cuya temperatura efectiva es de 3900 K.
Tiene un radio 100 veces más grande que el radio solar, equivalente a casi 0,5 UA, por lo que, si estuviese en el lugar del Sol, la órbita de Mercurio quedaría englobada dentro de la estrella.
Es una estrella muy luminosa —su magnitud absoluta bolométrica es -3,63—, brillando con una luminosidad 2200 veces superior a la del Sol.
De magnitud aparente media +6,03, BM Scorpii es la estrella más brillante del Cúmulo de la Mariposa (M6), cuya edad se estima en 95 millones de años.
Su distancia aproximada al sistema solar es de 1600 años luz.
En fotografías contrasta bruscamente con sus calientes vecinas de tipo B y color azulado.
Catalogada como una variable pulsante semirregular SRD —semejante a SX Herculis o R Puppis—, el brillo de BM Scorpii varía casi 2 magnitudes a o largo de un período de 815 días.